# Suillus collinitus
Suillus collinitus är en svampart som först beskrevs av Elias Fries, och fick sitt nu gällande namn av Carl Ernst Otto Kuntze 1898. Enligt Catalogue of Life ingår Suillus collinitus i släktet Suillus,  och familjen Suillaceae, men enligt Dyntaxa är tillhörigheten istället släktet Suillus,  och familjen Gomphidiaceae. Arten är reproducerande i Sverige. Inga underarter finns listade i Catalogue of Life.

## Källor

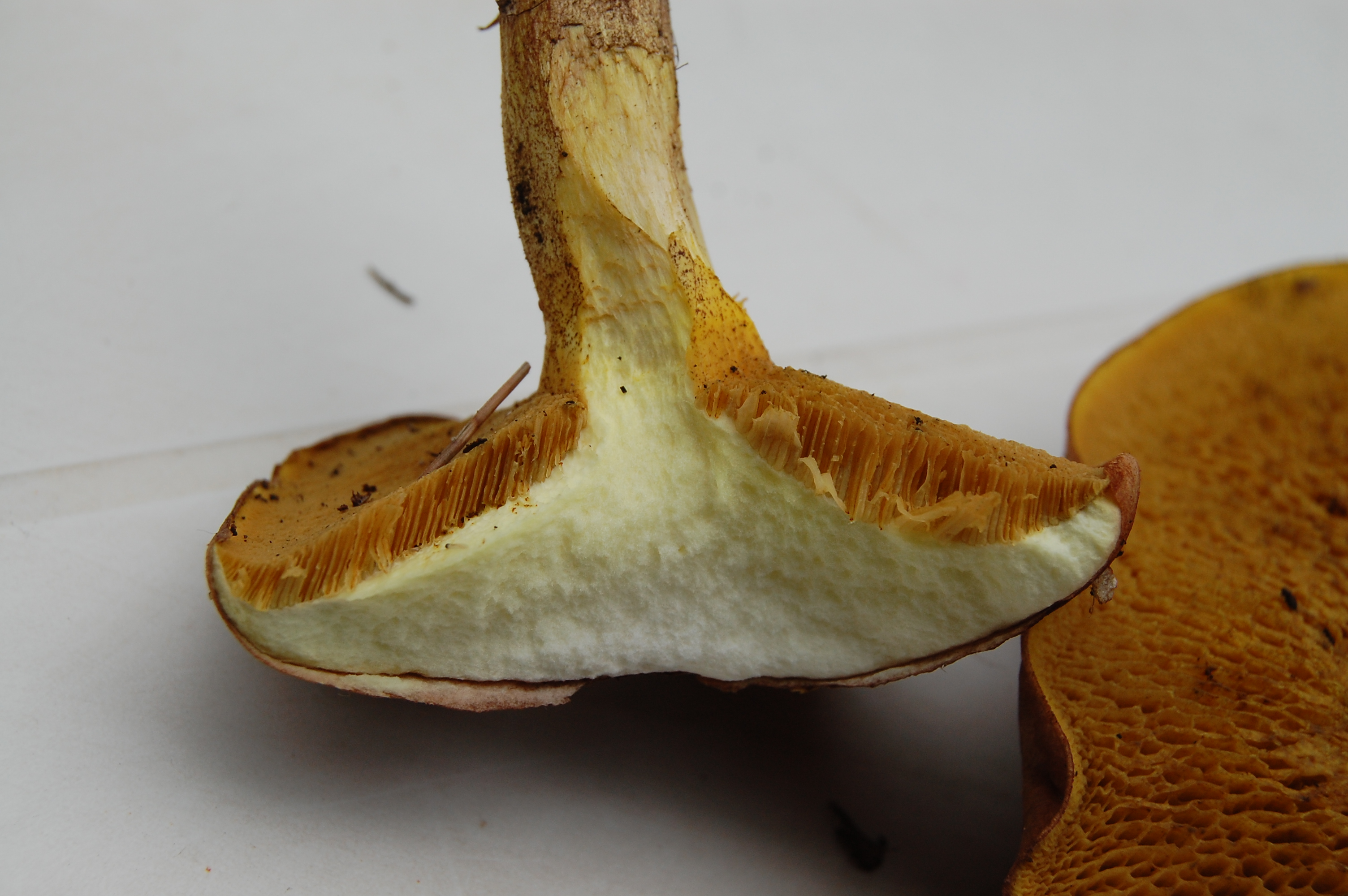
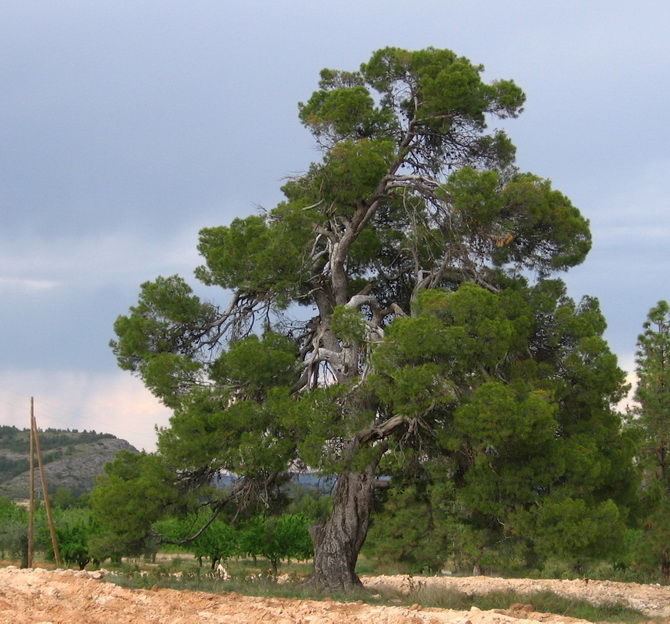
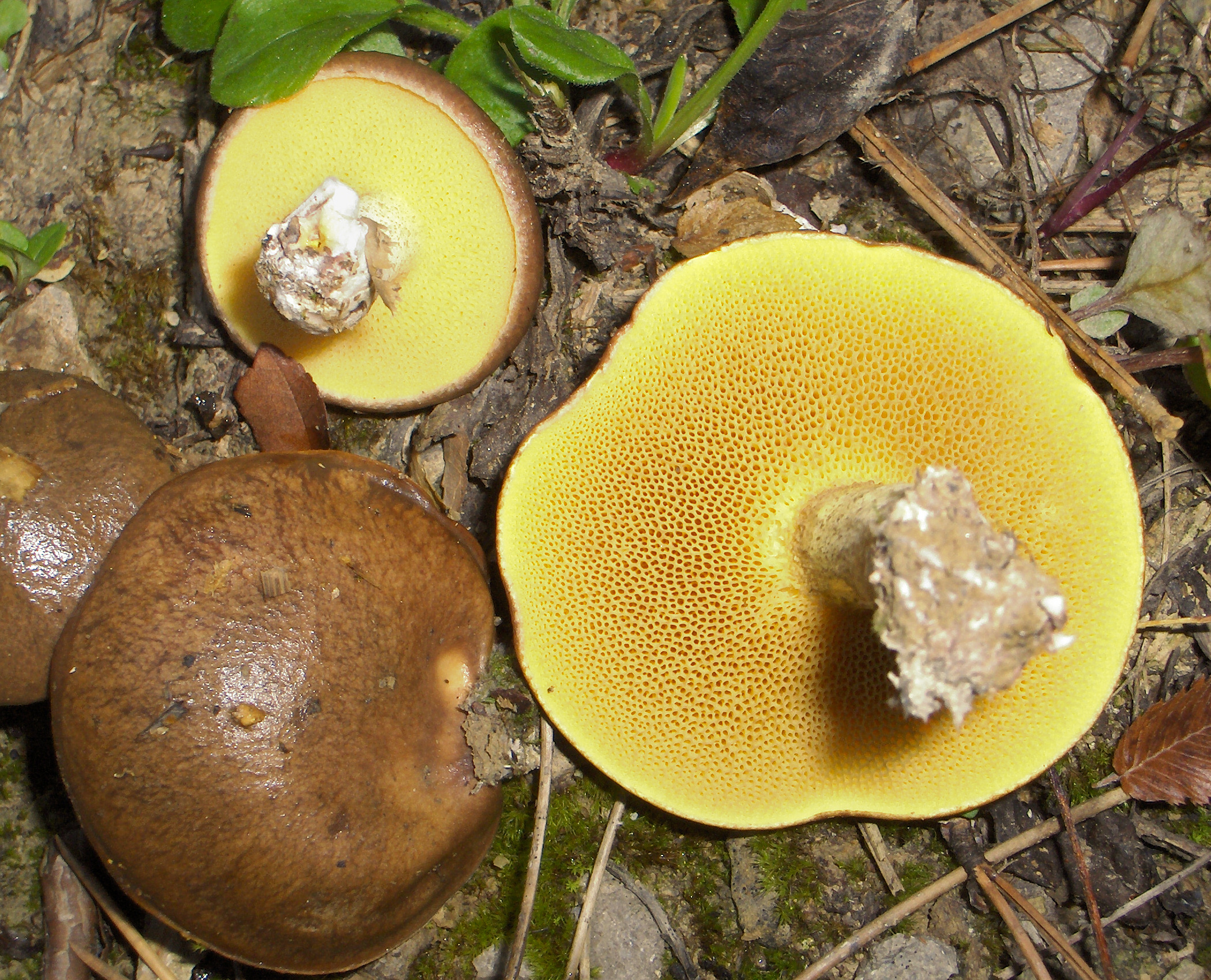